# Криково (Смоленская область)
Криково — деревня в Вяземском районе Смоленской области России. Входит в состав Ермолинского сельского поселения. Население — 6 жителей (2007 год). 
Расположена в восточной части области в 21 км к северо-востоку от Вязьмы, в 3 км южнее автодороги М1 «Беларусь», на берегу реки Касенка. В 10 км севернее деревни расположена железнодорожная станция Туманово на линии Москва — Минск. 
Сейчас численность населения ранее населённого пункта  равна 0. Последний житель этой деревни умер в 2021 году.  
| 2007 | 2015 |
| ---- | ---- |
| 6    | ↘1   |

## История
В годы Великой Отечественной войны деревня была оккупирована гитлеровскими войсками в октябре 1941 года, освобождена в марте 1943 года.